# 鏟齒蝠屬
鏟齒蝠屬（学名：Platalina），哺乳綱、翼手目、葉口蝠科的一屬，而與鏟齒蝠屬（鏟齒蝠）同科的動物尚有狹葉蝠屬（狹葉蝠）、尖葉長舌蝠屬（螫長舌蝠）、窄齒長舌蝠屬（窄齒長舌蝠）等之數種哺乳動物。

## 下属物种
本属包括以下物种：
- 铲齿蝠 Platalina genovensium Thomas, 1928，篦形門齒蝠